# 한국엔지니어링협회
한국엔지니어링협회(Korea Engineering and Consulting Association, KENCA)는 엔지니어링사업자 및 엔지니어링기술자의 발전과 엔지니어링산업의 진흥 도모를 목적으로 설립된 사단법인이다.

## 설립 근거
- 엔지니어링산업 진흥법 제33조[1]

## 연혁
한국기술용역협회(1973~1992)
- 1973년 3월 6일  기술용역육성법 제정(1973. 2. 5.)에 따라 대한건설기술용역협회를 해산하고 사단법인 한국기술용역협회 발기
- 1974년 6월 5일  사단법인 한국기술용역협회 창립총회 및 설립허가(1974. 8. 6)
- 1976년 10월 18일  기술용역육성법 제12조에 의한 한국기술용역협회로 인가
- 1982년 6월 21일  국제엔지니어링컨설팅연맹(FIDIC) 회원국으로 가입
- 1992년 11월 25일  기술용역육성법 엔지니어링기술진흥법으로 전면 개정
- 1993년 5월 26일  과학기술처장관 위탁업무 수임(엔지니어링활동주체 신고수리, 엔지니어링기술 도입・수출계획 신고수리 업무 등)

한국엔지니어링진흥협회(1993~2009)
- 1993년 7월 23일  법 개정에 따라 정관 전면 개정(한국엔지니어링진흥협회로 명칭 변경 등)
- 1994년 5월 31일  통계청, 국가승인 통계작성기관 지정(기관승인번호 372호)
- 1995년 10월 12일  건설교통부장관 위탁업무 수임(설계등용역업자 보유 고급기술자 현황공고, 부실벌점종합관리, 건설기술용역계약 현황관리 등)
- 1995년 10월 27일  공정거래위원회, 엔지니어링하도급분쟁조정협의회 구성
- 2000년 2월 9일  산업자원부장관 위탁업무 수임(산업기반기금융자사업 운용)
- 2000년 12월 22일  한국엔지니어링진흥협회회관 입주
- 2001년 1월 8일  건설교통부장관 위탁업무 수임(건설기술자 신고사항의 접수, 경력수첩 발급, 경력확인 등)
- 2002년 8월 22일  과학기술진흥기금 출연사업(과학기술자교육 - 엔지니어링) 협약 체결(과학기술부, 한국과학재단)
- 2004년 10월 18일  엔지니어링의 날 제정 선포 및 정부 포상 수여
- 2008년 2월 29일  정부조직법 개정으로 주무부처 변경(과학기술부→지식경제부)
- 2008년 4월 23일  2008 TCDPAP & FIDIC/ASPAC 서울 컨퍼런스 개최

한국엔지니어링협회(2010~현재)
- 2010년 3월 10일  한국엔지니어링협회로 명칭 변경
- 2011년 5월 1일  엔지니어링기술자 경력관리 업무 개시
- 2012년 6월 1일  엔지니어링데일리 창간
- 2012년 9월 9일 ~ 12일  2012 FIDIC 서울 컨퍼런스 개최
- 2013년 3월 23일  정부조직법 개정으로 주무부처 산업통상자원부로 변경
- 2015년 9월 15일  이재완 협회장 국제엔지니어링컨설팅연맹(FIDIC) 회장 취임
- 2016년 4월 25일  건설기술용역업 신규등록 업무 수탁(경기도)
- 2017년 12월 13일  엔지니어링산업 표준품셈 관리기관 지정(산업통상자원부)
- 2021년 10월 15일  ‘대한민국 엔지니어링 대상’ 제정
- 2024년 6월 12일  협회 창립 50주년 기념식
- 2024년 6월 25일  엔지니어링 역사관 개관
- 2024년 6월 25일  (재)한국엔지니어링산업연구원 출연 기관으로 분리

## 주요 업무
- 엔지니어링사업자 및 기술자 현황 관리, 관련통계 조사, 기술향상 교육훈련
- 엔지니어링사업자의 사업실적 및 기술자 경력 확인
- 엔지니어링산업의 진흥을 위한 법령 및 제도의 연구․개선
- 대가기준 연구·개선 건의, 기술정보의 수집․분석․제공, 해외진출지원 등
- 엔지니어링 글로벌 전문인력 양성사업
- 산업통상자원부장관 위탁(「엔지니어링산업 진흥법」, 엔지니어링사업자 및 기술자 신고․변경신고 등)
- 국토교통부장관 위탁(「건설기술 진흥법」, 건설기술인 신고사항의 접수)
- 시․도 지자체(9) 위탁(「건설기술 진흥법」, 건설엔지니어링사업자 신규 등록)
- 통계청 관련업무(「통계법」, 임금실태 조사․공표, 통계편람, 경영분석표)